# 3993 Šorm
3993 Šorm este un asteroid din centura principală, descoperit pe 4 noiembrie 1988 de Antonín Mrkos.